# مر، بلژیوم
مر (به لاتین: Mere) یک منطقهٔ مسکونی در بلژیک است که در ارپ-مر واقع شده‌است. مر ۵٫۷۷ کیلومتر مربع مساحت و ۵٬۰۳۳ نفر جمعیت دارد و ۰ متر بالاتر از سطح دریا واقع شده‌است.